# Franz Joseph Maximilian von Lobkowitz

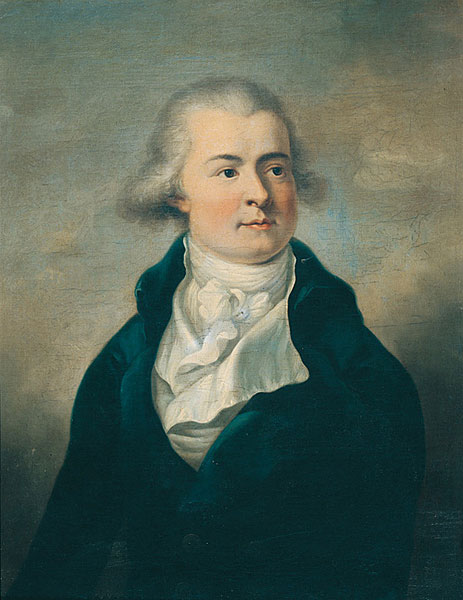
Franz Joseph Maximilian von Lobkowitz auf einem Ölgemälde von August Friedrich Oelenhainz

Fürst Franz Joseph Maximilian von Lobkowitz (* 7. Dezember 1772 in Raudnitz an der Elbe/Roudnice nad Labem; † 15. Dezember 1816 in Wittingau/Třeboň) war ein böhmisch-österreichischer Generalmajor, Kunstliebhaber und Mäzen aus dem Hause Lobkowitz.

## Herkunft
Seine Eltern waren der 6. Fürst Ferdinand Philipp Joseph Johann Nepomuk Adalbert Anastasius von Lobkowicz (* 27. April 1724; † 11. Januar 1784) und dessen Ehefrau die Prinzessin Gabriella Maria von Savoyen-Carignano (* 27. März 1748; † 10. April 1828), Tochter von Ludwig Viktor von Savoyen-Carignan.

## Leben
Lobkowitz war noch minderjährig als sein Vater starb und stand dann unter Vormundschaft. 1783 fiel das Herzogtum Sagan mit Schlesien an Preußen. Daraufhin wurde es am 3. April 1786 aus dem Fideikommiss ausgelöst, mit kaiserlicher Genehmigung wurde es für eine Million Gulden an den Herzog von Kurland verkauft. Dafür erhielt er von Kaiser Joseph II. den Herzogstitel auf die zum Fürstentum erhobene Herrschaft Raudnitz. Nach 1803 wurde sein Güterbesitz neu organisiert. Als 1806 die Auflösung des deutschen Reiches und die Mediatisierung so vieler regierender Häuser erfolgte, kamen die Fürsten von Lobkowitz in Anbetracht der gefürsteten Grafschaft Sternstein und der Herrschaft Waldthurm unter königlich bayerische Landesherrlichkeit. Lobkowitz verkaufte Sternstein und Waldthurm 1807 für 700.000 Gulden, er behielt jedoch den Titel eines gefürsteten Grafen von Sternstein. Das mit der Grafschaft Sternstein verbundene böhmische Allodialgut Waldheim hielt er zunächst weiter, veräußerte es aber 1811 an Marquard Kotz von Dobrz.
Während der Befreiungskriege wurde er 1808 Mitglied des neu errichtete Saazer Landwehr-Bataillons, anschließend stellte er ein eigenes Jäger-Bataillon auf. Dafür wurde er zum General ernannt außerdem wurde er Kämmerer und bald darauf wirklicher Geheimer Rat.
Neben militärischen Leistungen trat er vor allem durch sein ausgeprägtes Mäzenatentum auf den Gebieten Kunst, Literatur und Musik hervor. Selbst musikalisch veranlagt und ein guter Geiger, bemühte er sich insbesondere um die Förderung mittelloser Komponisten und eine breite Rezeption ihrer Werke. Er vergab Kompositionsaufträge unter anderem an Joseph Haydn und ließ die Werke Ludwig van Beethovens in öffentlichen Konzerten aufführen, deren Erlös dem Künstler zugutekam. Auf seinen Landsitzen Schloss Raudnitz in Roudnice nad Labem (Raudnitz) und Eisenberg sowie in seinem Wiener Palais unterhielt Lobkowitz eigene Orchester, in denen er auch selbst mitwirkte. Als Mitbegründer der Gesellschaft der Musikfreunde in Wien und der Gesellschaft zur Förderung der Musikkultur in Böhmen sowie als Mitglied der Wiener Theater-Unternehmungs-Gesellschaft förderte er auch den Zugang bürgerlicher Kreise zur Musik, Literatur und Kunst. Lobkowitz’ großzügiges Mäzenatentum brachte ihn in seinen letzten Lebensjahren in finanzielle Schwierigkeiten.
1804 ließ er von seinem Hoforchester in seinem Schloss Raudnitz an der Elbe Beethovens Eroica erstaufführen.
1809 wurde er zum Ritter des Ordens vom Goldenen Vlies ernannt.
Am 24. Januar 1816 starb in Prag Lobkowitz’ geliebte Gattin Maria Karoline, Initiatorin (1810) und Vorsteherin (1811) der philanthropischen Gesellschaft adeliger Frauen zur Beförderung des Guten und Nützlichen. Der Fürst befand sich in den folgenden Tagen „in einem schräcklichen Zustande ganz wie vernichtet“. Mehrere Forscher vermuten, dass Beethoven seinen Liederkreis An die ferne Geliebte op. 98, der laut Autograph im April 1816 entstand und Lobkowitz gewidmet wurde, direkt im Auftrag des Fürsten komponierte, der damit seiner verstorbenen Frau ein Denkmal setzen wollte. Birgit Lodes vermutete 2011, dass sowohl der Text als auch das Titelblatt der Erstausgabe tatsächlich auf eine Frau im „Jenseits“ deuten.
Lobkowitz überlebte seine Frau nur um weniger als ein Jahr.

## Familie
Lobkowitz heiratete am 2. August 1792 in Wien die Prinzessin Maria Carolina Theresia Regina zu Schwarzenberg (* 7. September 1775; † 24. Januar 1816), Tochter von Johann I. von Schwarzenberg. Das Paar hatte mehrere Kinder:
- Maria Gabriela Eleonora Walburga (* 19. Juli 1793; † 11. Mai 1863) ⚭ 1811 Prinz Vincenz Nepomucenus Columbanus  von Auersperg (* 9. Juni 1790; † 16. Februar 1812), Sohn von Wilhelm, 6. Fürst
- Maria Eleonora Walburga (* 28. Oktober 1795; † 10. März 1876) ⚭ 1812 Fürst Weriand zu Windisch-Graetz (* 1. Juni 1790; † 27. Oktober 1867)
- Ferdinand Joseph Johann Nepomuk (* 13. April 1797; † 18. Dezember 1868), 8. Fürst ⚭ 1826 Prinzessin Maria Aloisia Leopoldine Eleonora Gabriela Josepha von und zu Liechtenstein (* 3. Dezember 1808; † 24. Mai 1871), Tochter von Moritz von Liechtenstein
- Johann Nepomuk Carl Philipp (* 14. Januar 1799; † 6. Juni 1878), Industrieller ⚭ 1834 Gräfin Karolina Theresia Maria Ludovica Francisca Elisabeth Barbara Bernardina Euphrosina von Wrbna-Freudenthal (* 11. Dezember 1815; † 18. Oktober 1843), Schwester von Rudolf Eugen
- Therese Caroline Sidonie (13. September 1800; † 20. September 1868)
- Pauline (*/† 30. Dezember 1801)
- Joseph Franz Karl (* 17. Februar 1803; † 18. März 1875)

⚭ 1835 Gräfin Antonie Kinsky von Wchinitz und Tettau (* 15. Juli 1815; † 31. Dezember 1835)
⚭ 1848 Prinzessin Maria Sidonia Kaspara Franziska Ludmilla Hedwig von Lobkowicz (1828–1917)
- Carl Joseph Johann (* 24. Februar 1804; † 11. April 1806)
- Ludwig Johann Carl Joseph (* 30. November 1807; † 3. September 1882) ⚭ 1837 Prinzessin Maria Leopoldine Carolina Francisca Patrizia Eleonora Josepha von und zu Liechtenstein (* 4. November 1815; † 8. September 1899), Tochter von Moritz von Liechtenstein
- Anna Maria Theresia Eleonora (* 22. November 1809; † 25. Oktober 1881) ⚭ 1827 Graf Franz von Paula Ernst von Harrach zu Rohrau und Thannhausen (* 14. Dezember 1799; † 26. Februar 1884)
- Sidonia Carolina Gabriela Valentina (* 14. Februar 1812; † 20. Juni 1880) ⚭ 1832 Graf Ferdinand Karl Leopold Pálffy-Daun von Erdöd, Fürst von Theano (* 2. Dezember 1807; †  8. Dezember 1900)
- Carl Johann (* 24. November 1814; † 26. September 1879) ⚭ 1856 Fürstin Julia Augusta von Redwitz (* 25. September 1840; † 4. Juni 1895)

## Widmungen Haydns
Joseph Haydn widmete Fürst Lobkowitz 1799 seine beiden Streichquartette op. 77 Hob. III:81 und III:82.

## Widmungen Beethovens
Kein anderer Komponist hat Lobkowitz eine solche Vielzahl von herausragenden Werken gewidmet wie Beethoven. Zu nennen sind:
- Sechs Streichquartette op. 18 (op. 18.1, op. 18.2, op. 18.3, op. 18.4, op. 18.5 und op. 18.6)
- Dritte Sinfonie Es-Dur op. 55 (Sinfonia eroica)
- Tripelkonzert C-Dur op. 56
- Fünfte Sinfonie c-Moll op. 67
- Sechste Sinfonie F-Dur op. 68 (Sinfonia pastorale)
- Streichquartett Es-Dur op. 74 (Harfen-Quartett)
- Liederkreis An die ferne Geliebte op. 98